# Кхадкале
Кхадкале — містечко в окрузі Пуне, штат Махараштра. Згідно з переписом 2001 року в Кхадкале проживало 9792 людей, 15 % населення — діти віком до 6 років. 2011 року в містечку нараховувалося 13435 людей.

## Принагідно
- Where is Khadkale
- KHADKALE (Pune) [Архівовано 6 грудня 2015 у Wayback Machine.]

| Індія | Це незавершена стаття з географії Індії. Ви можете допомогти проєкту, виправивши або дописавши її. |